# Denis Arnaud
Denis Arnaud (ur. 31 stycznia 1973 w Bordeaux) – francuski lewy obrońca, który w barwach Stade de Reims w 2006 roku zakończył karierę.

## Kariera sportowa
Profesjonalną przygodę z piłką rozpoczął w Girondins Bordeaux. 
Przez większą część swojej kariery był związany z Le Mans FC, w barwach którego zagrał w 220 meczach zdobywając 4 gole.
| Sezon   | Klub               | Kraj    | Rozgrywki            | Mecze | Bramki |
| ------- | ------------------ | ------- | -------------------- | ----- | ------ |
| 1995/96 | Girondins Bordeaux | Francja | Ligue 4              | 15    | 3      |
| 1996/97 | Le Mans FC         | Francja | Ligue 2              | 21    | 0      |
| 1997/98 | Le Mans FC         | Francja | Ligue 2              | 29    | 1      |
| 1998/99 | Le Mans FC         | Francja | Ligue 2              | 30    | 1      |
| 1999/00 | Le Mans FC         | Francja | Ligue 2              | 36    | 2      |
| 2000/01 | Le Mans FC         | Francja | Ligue 2              | 31    | 0      |
| 2001/02 | Le Mans FC         | Francja | Ligue 2              | 19    | 0      |
| 2002/03 | Le Mans FC         | Francja | Ligue 2              | 33    | 0      |
| 2003/04 | Le Mans FC         | Francja | Ligue 2              | 21    | 0      |
| 2004/05 | Stade de Reims     | Francja | Championnat National | 32    | 2      |
| 2005/06 | Stade de Reims     | Francja | Ligue 2              | 30    | 0      |